# Dehnow (ort i Kerman)
Dehnow (persiska: داژ, Dāj, Dāzh, دهنو, داج) är en ort i Iran.   Den ligger i provinsen Kerman, i den sydöstra delen av landet, 1 000 km sydost om huvudstaden Teheran. Dehnow ligger 1 340 meter över havet och antalet invånare är 176.
Terrängen runt Dehnow är huvudsakligen kuperad, men den allra närmaste omgivningen är platt.Runt Dehnow är det glesbefolkat, med 17 invånare per kvadratkilometer. Närmaste större samhälle är Mazra‘eh-ye Ābād-e Chehel Tan, 12,3 km söder om Dehnow. Trakten runt Dehnow är ofruktbar med lite eller ingen växtlighet.